# Spetsblekmossa
Spetsblekmossa (Lophocolea bidentata) är en levermossart som först beskrevs av Carl von Linné, och fick sitt nu gällande namn av Barthélemy Charles Joseph Dumortier. Spetsblekmossa ingår i släktet flikblekmossor, och familjen Geocalycaceae. Enligt den finländska rödlistan är arten sårbar i Finland. Arten är reproducerande i Sverige. Artens livsmiljö är källmiljöer.